# Montecristo (Insel)
Montecristo ist eine italienische Insel auf halbem Wege zwischen Korsika und der Apenninhalbinsel südlich von Elba und westlich von Giglio. Die heute bis auf eine Wildhüterstation von Menschen unbewohnte Insel gehört zum Toskanischen Archipel und ruht auf einem Sockel aus Granit. Administrativ ist sie Teil der Gemeinde Portoferraio.

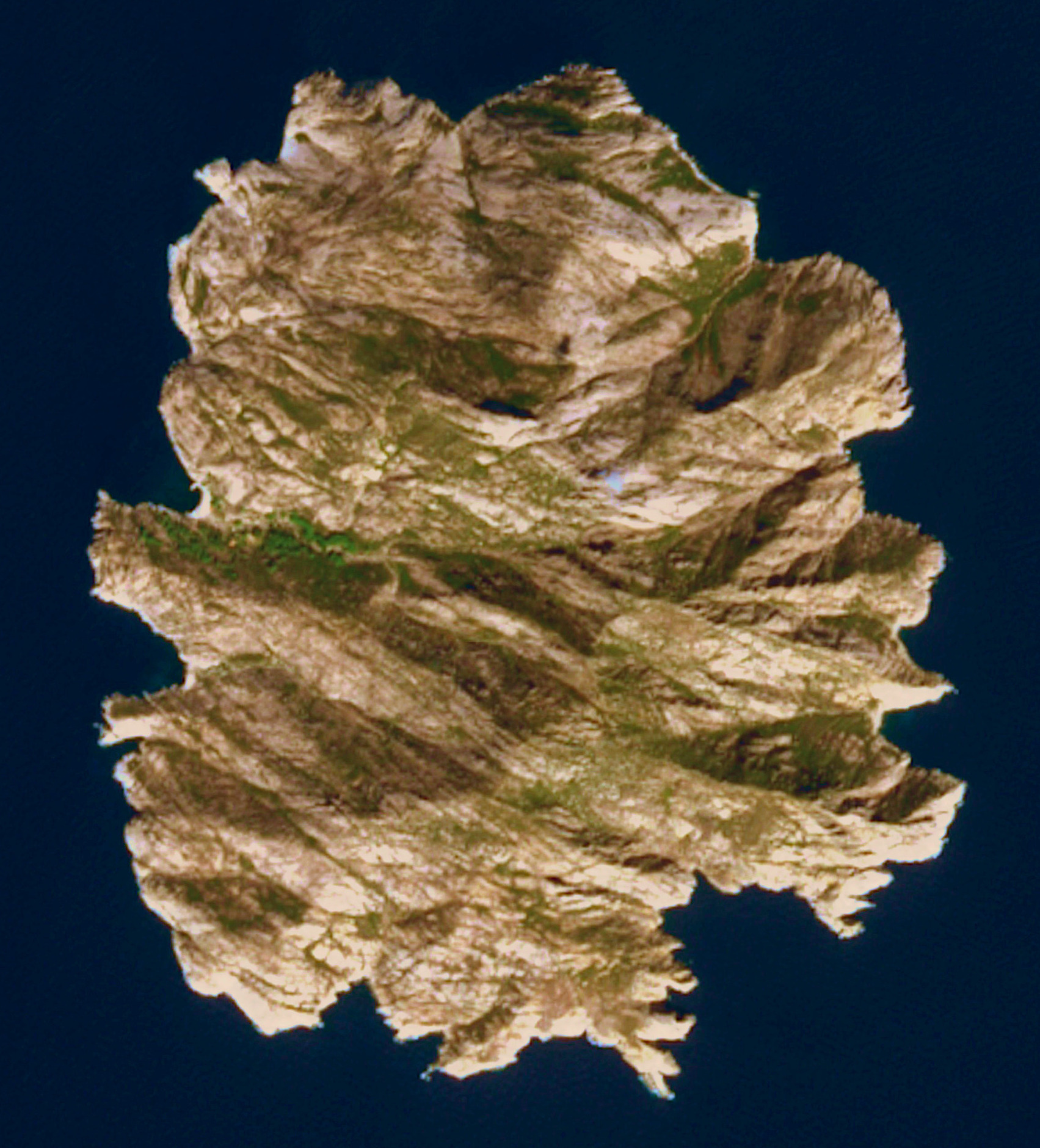
Satellitenansicht der Insel

Die ganze Inseloberfläche von 1039 ha wurde 1970 von der italienischen Regierung als Naturschutzgebiet ausgewiesen und darf nur mit Sondergenehmigung betreten werden. Es ist nur eine begrenzte Anzahl von Besuchern zugelassen, bis 2018 war die Höchstgrenze 1000 Besucher jährlich. Seit 2019 sind 2000 Besucher pro Jahr zugelassen, der Zugang zur Insel ist zahlungspflichtig und nur zwischen dem 2. März und dem 15. April sowie zwischen dem 15. Mai und dem 31. Oktober möglich. Im Zeitraum vom 16. April bis zum 14. Mai ist aus Gründen des Vogelschutzes kein Zutritt erlaubt. Anmeldungen für Besuche sind online ab Mitte Februar möglich (Stand 2019) und beinhaltet nach Vorkasse den Transfer von Piombino Marittima, von Porto Azzurro auf Elba sowie in manchen Fällen auch von Porto Santo Stefano oder von der Insel Giglio. Die Zahl der erlaubten Besucher ist auf 75 Personen je Kalendertag begrenzt. Zusätzlich zum Besuch der Insel nach Voranmeldung inklusive Schiffstransfer kann mit privaten Booten nach Montecristo gefahren werden. In diesen Fällen werden die Besuche von den Mitarbeitern der Carabinieri-Forstwirtschaft durchgeführt. Die Preise richten sich nach der Rumpflänge des Schiffes und der Anzahl der Personen an Bord. Pro Tag jedoch nur ein Schiff mit maximal 15 Personen an Bord genehmigt. Da auf der Insel keine Infrastruktur existiert, ist eine Versorgung mit Lebensmitteln und Getränken sowie medizinische Hilfe nicht möglich. Das Baden auf der Insel Montecristo ist ganzjährig verboten.

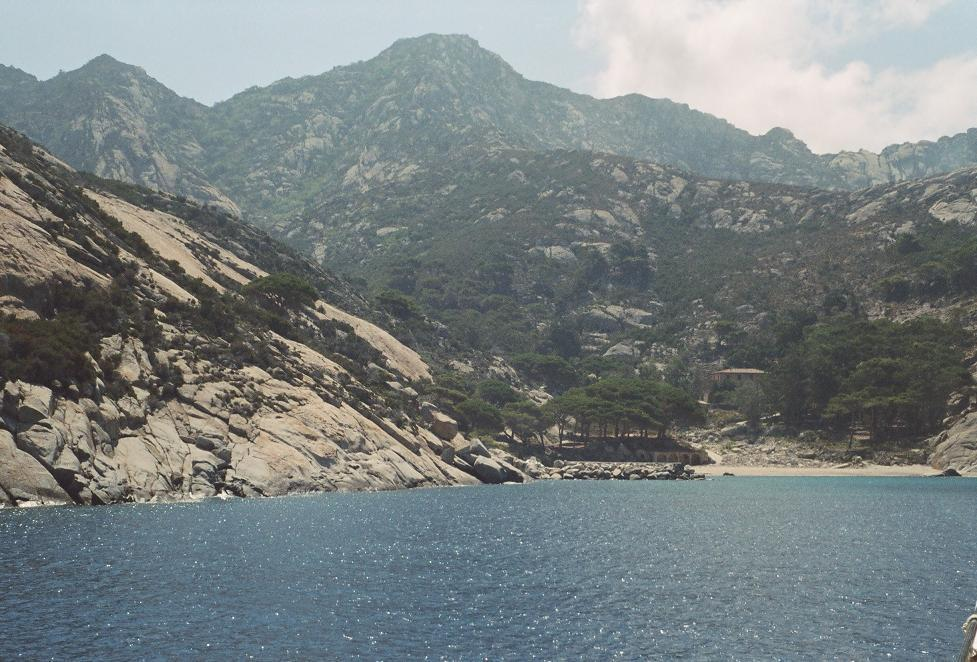
Cala Maestra

Seit Jahrhunderten leben verwilderte Ziegen auf der Insel, die durch die Isolation von ihren Artgenossen für genetische Forschungen interessant und in der Forschung auch als Montecristo-Ziegen bekannt sind.
Die höchste Erhebung ist der Monte della Fortezza (645 m s.l.m.).
Auf Montecristo gibt es folgende Gebäude: die Ruinen eines Klosters aus dem 13. Jahrhundert – dieses wurde im 7. Jahrhundert gegründet und 1553 durch Piraten unter Führung des Dragut zerstört –, die Mitte des 19. Jahrhunderts errichtete Villa des britischen Kunstsammlers George Watson Taylor und die Station der Wildhüter.

## Geschichte
Die Siedlungsanfänge Montecristos liegen vermutlich im Neolithikum (5. bis 6. Jahrtausend v. Chr.). 1994 wurden in der Bucht von Cala Maestra eine Vielzahl an teils reich verzierten Keramikscherben und ein Feuerstein-Artefakt ausgegraben. Am gleichen Ort wurden 2000 in einer Tiefe von rund einem Meter ein Mühlstein und weitere Feuersteine entdeckt. Die ersten Funde gehen jedoch auf Gaetano Chierici (1819–1886), einen italienischen Paläontologen, Ethnografen und Priester, zurück, der schon 1875 drei Feuersteine bezeugen konnte.
Vor der erwähnten Klostergründung im 7. Jahrhundert siedelte auf Montecristo mindestens seit Ende des 6. Jahrhunderts eine christliche Mönchsgemeinschaft. Dieser schickte 591 n. Chr. Papst Gregor der Große einen Abt namens Orosius, der sich der Mönchsgemeinschaft annehmen sollte.

## Literarischer Schauplatz
Die Insel ist berühmt als einer der Schauplätze in Alexandre Dumas’ Roman Der Graf von Monte Christo, jedoch haben die reale Insel und die des Romans wenig gemein. Der deutsche Naturfilmer und Regisseur Florian Guthknecht drehte für ARTE und die ARD mehrere Dokumentationen über die Life-Naturschutzprojekte der EU auf der Insel, wie zuletzt „Montecristo: Ein Schatz vor der Plünderung“, die sich mit den Folgen des weltweit bekannten Romans für das sensible Ökosystem Montecristos auseinandersetzen.